# Stensö, Nacka kommun

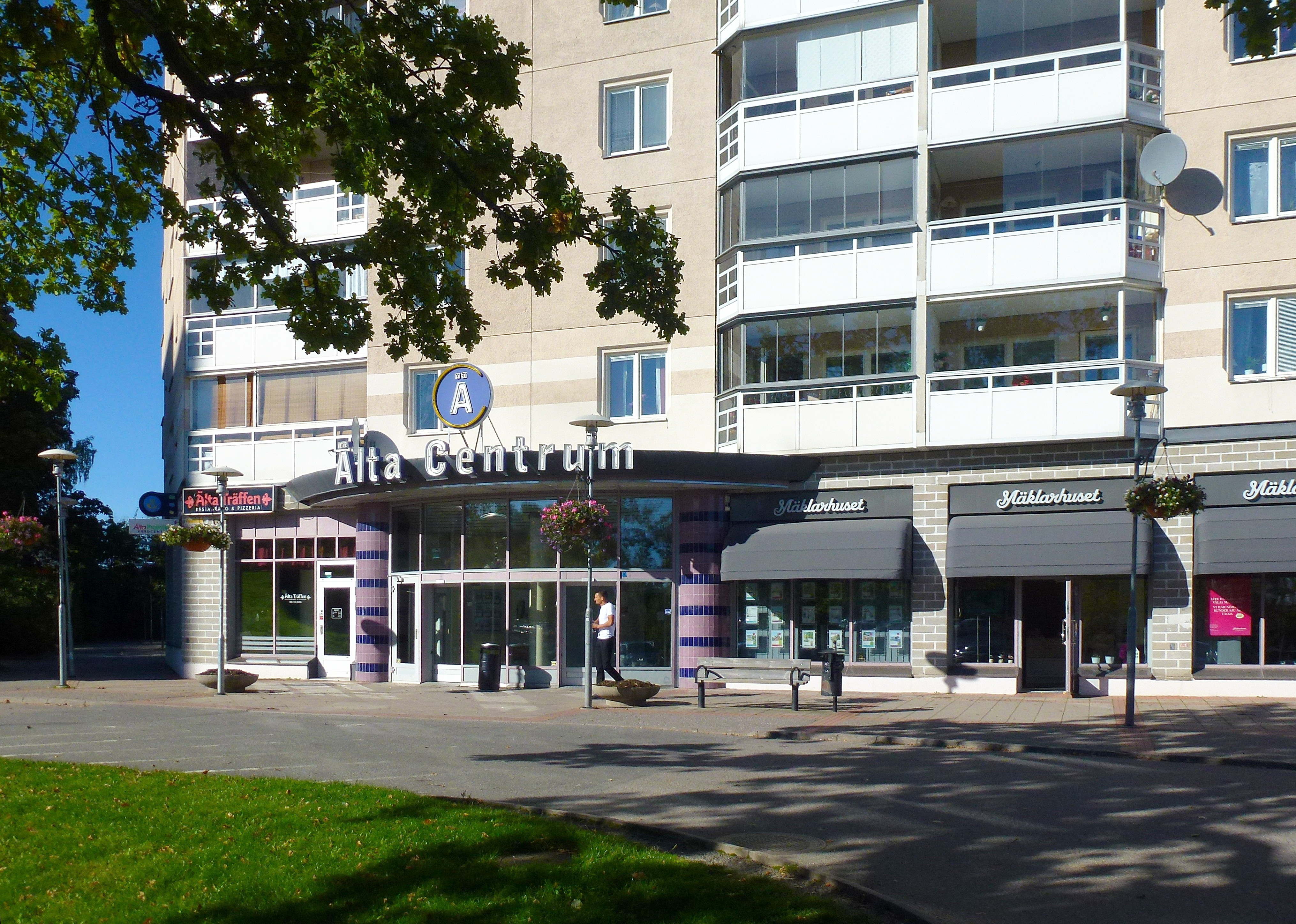
Älta centrum ligger i området Stensö.

Stensö är ett bostadsområde i kommundelen Älta, Nacka kommun. Omkring 2 600 personer bor i området. Stensö har sitt namn efter halvön med samma namn, som en gång var en ö i Ältasjön. Längst ut i Stensö ligger Stensö badplats.

## Historik
Stensö tillkom i ramen för miljonprogrammet. Innan dess fanns några 1920-talsvillor längst ut på halvön. Bebyggelsen längs Oxelvägen stod färdig 1966-67 och längs Stensövägen 1970-71. Vid Stensövägen uppfördes åtta punkthus på sju våningar uppdelade i två grupper om fyra hus. Längs Oxelvägen står tio lamellhus i åtta våningar. I östra Stensö byggdes småhus, där en del bara är 55 m² stora och var tänkta för pensionärer och ensamstående. 
I Stensö anlades även Älta köpcentrum som invigdes 1968 och var en av de första inomhus-centrumanläggningar i Stockholmstrakten. Centrumhuset har elva våningar och blev servicehus för pensionärer.
I Tunnelbaneplan för Stockholm 1965 framgår att Stockholms stad planerade en förlängning av Bagarmossenlinjen till Bollmora med station i Älta. Planen genomfördes dock aldrig.

## Bilder

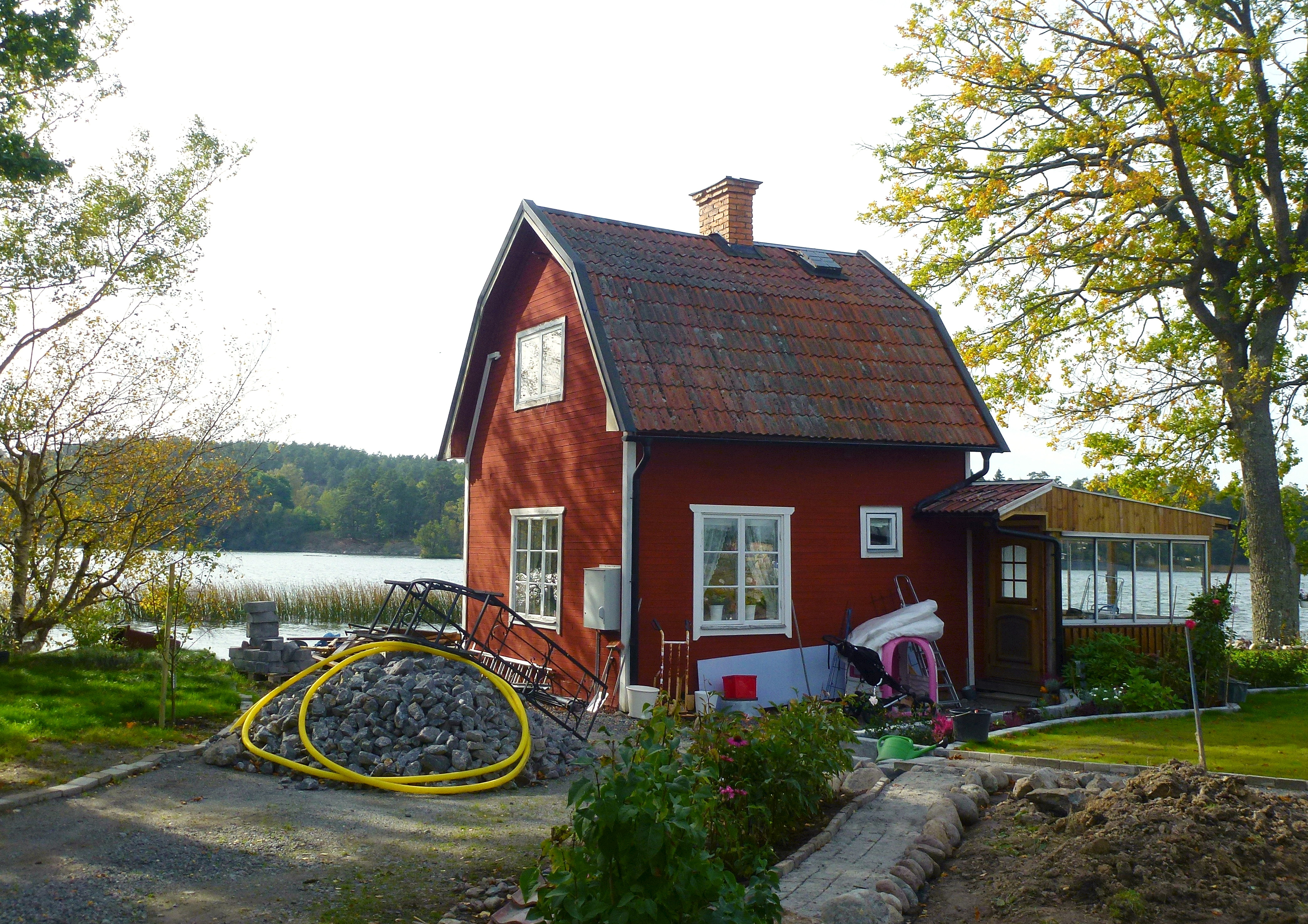
Äldre villa vid Stensövägen
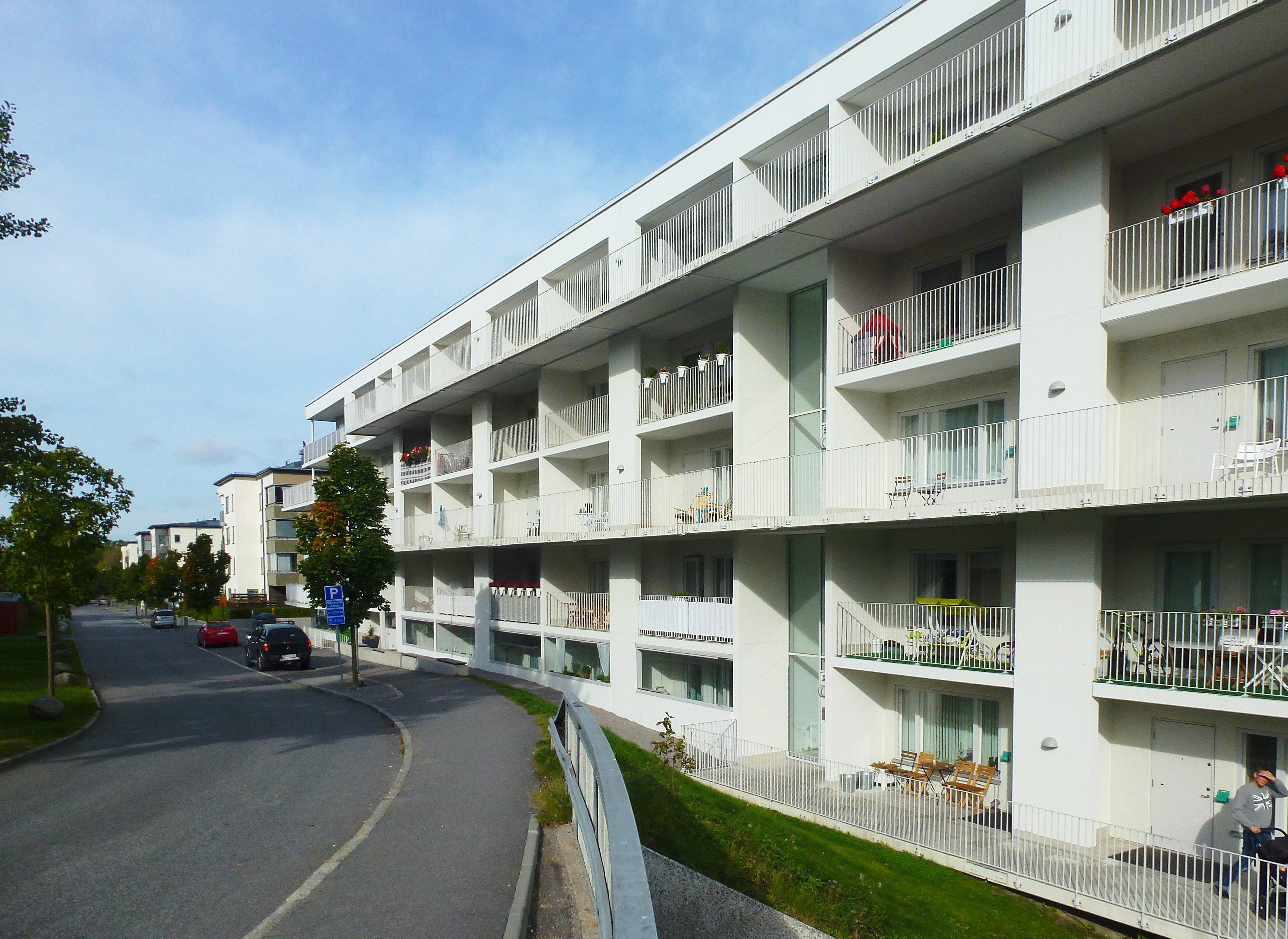
Bebyggelsen längs Stensövägen
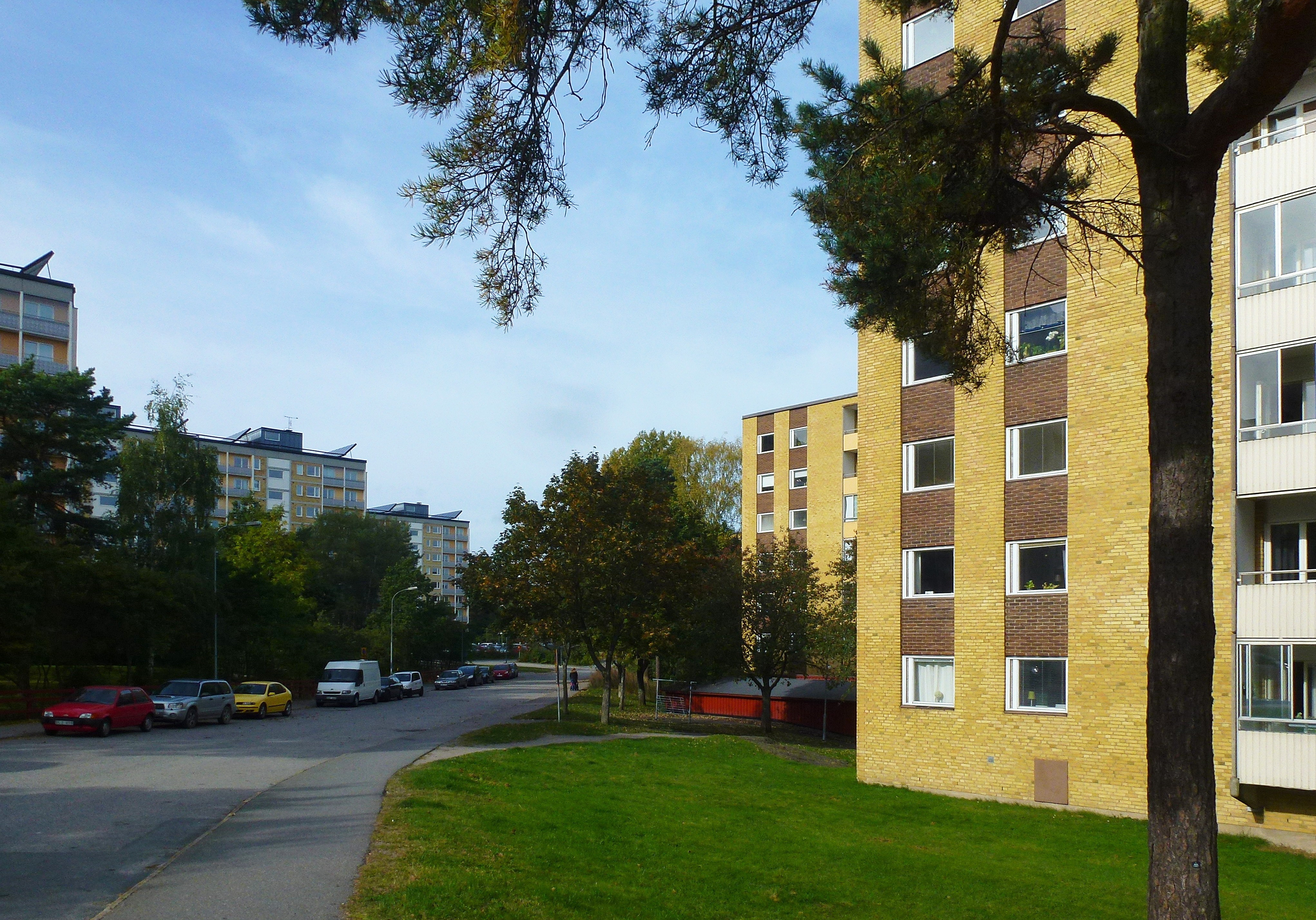
Bebyggelsen längs Oxelvägen
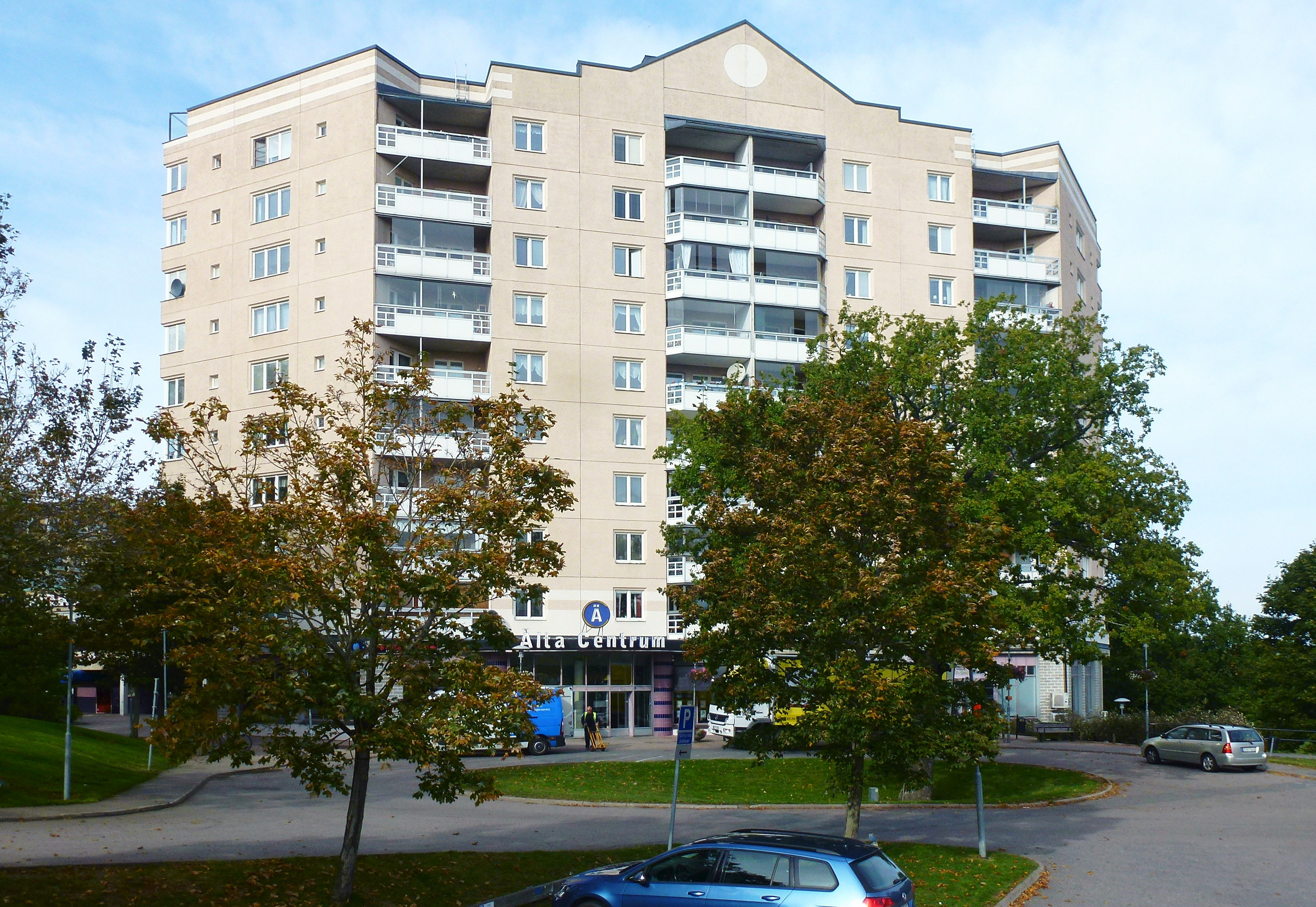
Centrumhuset invigdes 1968
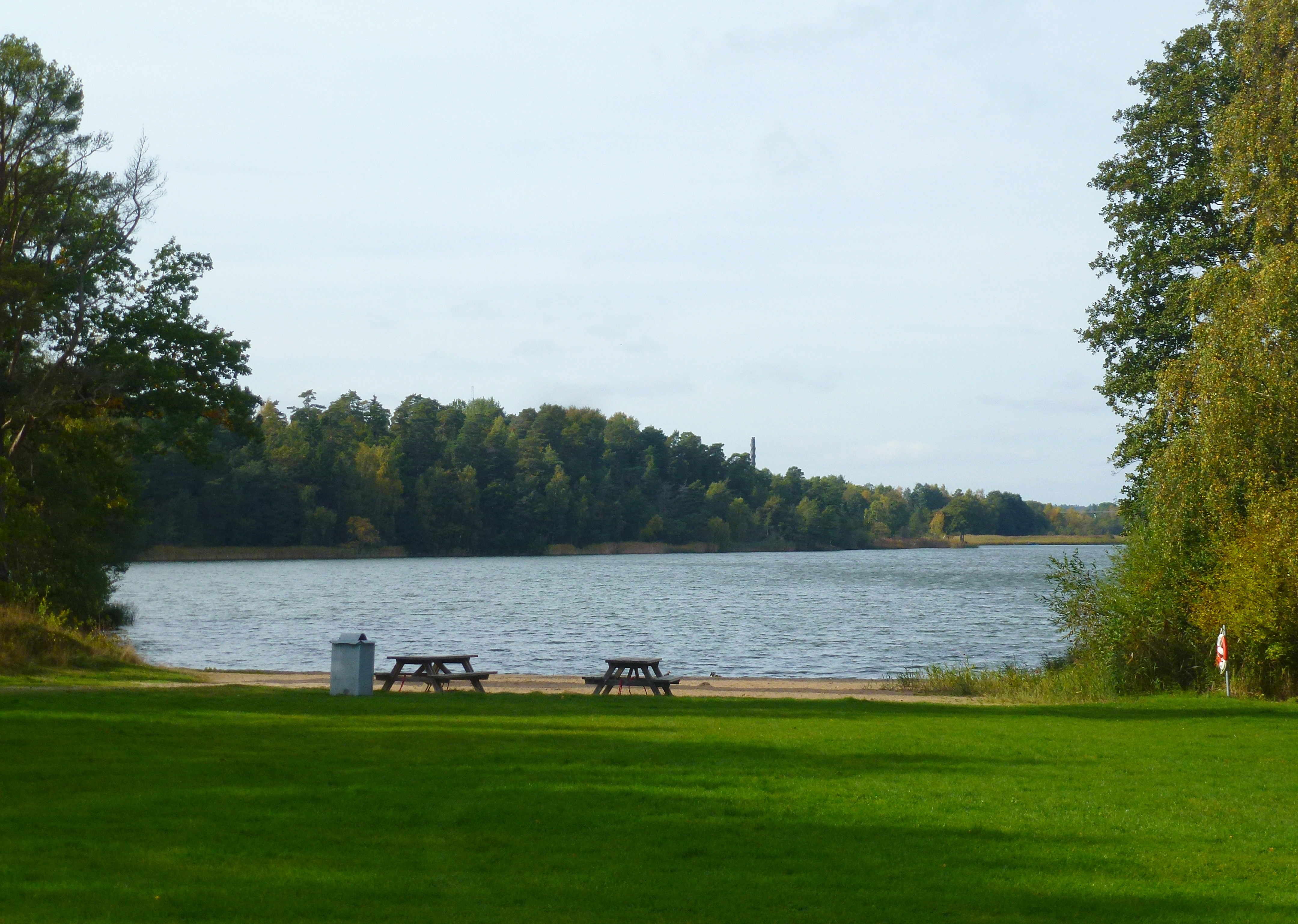
Stensö badplats